# HR Top 100
HR Top 100 je top-ljestvica Hrvatske diskografske udruge najemitiranijih 100 pjesama hrvatskog radijskog etera. Jedina je službena, točna i sveobuhvatna lista radijskog emitiranja hrvatske glazbe (domaćih singlova) koja pokriva najveće nacionalne, regionalne te brojne lokalne radijske postaje, njih preko 130. Službena je nacionalna lista Instituta hrvatske glazbe koja pokriva radijsko emitiranje domaćih singlova. Objavljuje se od siječnja 2013. godine.
Svakoga tjedna objavljuje se javnosti 100 aktualnih skladbi domaćih izvođača, ne starijih od 12 mjeseci od dana objave kao singla, koje su prethodnog tjedna bile najpopularnije na radio postajama u zemlji. Osim ukupnog broja emitiranja i broja postaja koje „vrte“ pjesmu, kriteriji za plasman na listi su i doseg i slušanost radijskih postaja. Tako emitiranje na nacionalnoj postaji donosi pjesmi više „bodova“ od emitiranja na maloj lokalnoj postaji.
Od 13. siječnja 2025. zove se HR Top 100, umjesto dotadašnjih HR Top 40.